# I Wish It Would Rain Down
Pour les articles homonymes, voir I Wish It Would Rain.
Singles de Phil Collins
Another Day in Paradise
(1989) Something Happened on the Way to Heaven
(1990)
Pistes de ...But Seriously
Colours Another Day in Paradise
I Wish It Would Rain Down est une chanson de Phil Collins sortie en tant que premier single de l'album ...But Seriously le 15 janvier 1990 aux États-Unis. Cette power ballad devient numéro 1 dans le classement du magazine RPM au Canada et numéro 3 dans le top 100 du magazine Billboard aux États-Unis. Elle est aussi numéro 7 dans les charts britanniques et numéro 11 en France. Eric Clapton joue la partie de guitare sur ce morceau, qui comprend également un chœur de gospel. Phil Collins a déclaré que c'était la chanson la plus proche du blues qu'il ait jamais composée.

## Vidéo clip
Le vidéo clip d'une durée de 8 minutes et demi est tourné en noir et blanc. Il se déroule dans un théâtre pendant les années 1930. Le directeur du théâtre, interprété par Jeffrey Tambor, fait répéter des danseuses quand il apprend que son chanteur pris d'une crise d'appendicite ne pourra pas monter sur scène. Eric Clapton lui suggère de faire faire un essai au percussionniste, Billy (Phil Collins) pour remplacer le chanteur, un clin d'œil au passage de Phil Collins de batteur à chanteur du groupe Genesis après le départ du chanteur Peter Gabriel.
Le clip le montre ensuite interprétant la chanson sur une scène de théâtre, en costume de Sudiste comme Clark Gable dans Autant en emporte le vent. Des noms de villes suggèrent une tournée dans plusieurs états des États-Unis d'Amérique. On le voit en photo auprès de Groucho Marx, dans un extrait de film avec Humphrey Bogart, puis interprétant le rôle de Davy Crockett, et aussi en photo auprès de Marilyn Monroe. On le voit également à une cérémonie des Oscars, recevant une statuette. Puis tout se trouble et on revient à l'essai de Billy, à la fin duquel le directeur de théâtre décide finalement de retirer la chanson du spectacle. 

## Musiciens
- Phil Collins : chant, claviers, batterie
- Eric Clapton : guitare
- Pino Palladino : basse

### Charts
| \| Chart (1989–1990) \| Meilleure position \| \| ----------------------------------------- \| ------------------ \| \| Allemagne (Media Control AG)[1] \| 8 \| \| Australie (ARIA)[2] \| 15 \| \| Autriche (Ö3 Austria Top 40)[3] \| 26 \| \| Belgique (Flandre Ultratop 50 Singles)[4] \| 3 \| \| Canada RPM[5] \| 1 \| \| États-Unis (Hot 100)[6] \| 3 \| \| États-Unis (Adult Contemporary)[7] \| 3 \| \| États-Unis (Mainstream Rock)[8] \| 5 \| \| Europe Eurochart Hot 100 \| 6 \| \| France (SNEP)[9] \| 11 \| \| Irlande (IRMA)[10] \| 4 \| \| Nouvelle-Zélande (RMNZ)[11] \| 27 \| \| Pays-Bas (Single Top 100)[12] \| 4 \| \| Royaume-Uni (UK Singles Chart)[13] \| 7 \| \| Suède (Sverigetopplistan)[14] \| 7 \| \| Suisse (Schweizer Hitparade)[15] \| 8 \| |                    |
| Chart (1989–1990) | Meilleure position |
| Allemagne (Media Control AG) | 8                  |
| Australie (ARIA) | 15                 |
| Autriche (Ö3 Austria Top 40) | 26                 |
| Belgique (Flandre Ultratop 50 Singles) | 3                  |
| Canada RPM | 1                  |
| États-Unis (Hot 100) | 3                  |
| États-Unis (Adult Contemporary) | 3                  |
| États-Unis (Mainstream Rock) | 5                  |
| Europe Eurochart Hot 100 | 6                  |
| France (SNEP) | 11                 |
| Irlande (IRMA) | 4                  |
| Nouvelle-Zélande (RMNZ) | 27                 |
| Pays-Bas (Single Top 100) | 4                  |
| Royaume-Uni (UK Singles Chart) | 7                  |
| Suède (Sverigetopplistan) | 7                  |
| Suisse (Schweizer Hitparade) | 8                  |

## Reprises
La chanson est reprise par Brian McKnight en 2001, sur l'album d'hommage à Phil Collins Urban Renewal.
Le tribute band allemand Still Collins, formé en 1995, incorpore la chanson sur ses albums Ballads And Love Songs Live (2006)et Live 2006 (2008).

## Source
- (en) Cet article est partiellement ou en totalité issu de l’article de Wikipédia en anglais intitulé « I Wish It Would Rain Down » (voir la liste des auteurs).